# پیر لارکه
پیر لارکه (فرانسوی: Pierre Larquey‎; ۱۰ ژوئیهٔ ۱۸۸۴ – ۱۷ آوریل ۱۹۶۲) بازیگر اهل فرانسه بود.
از فیلم‌ها یا برنامه‌های تلویزیونی که وی در آن نقش داشته‌است می‌توان به بدکاران، بوته چینی، کلاغ، بینوایان، مادام بوواری، قاتل در شماره ۲۱ زندگی می‌کند، اریحا و رئیس‌جمهور اشاره کرد.